# Апостольский нунций в Панаме
Апостольский нунций в Республике Панама — дипломатический представитель Святого Престола в Панаме. Данный дипломатический пост занимает церковно-дипломатический представитель Ватикана в ранге посла. Как правило, в Панаме апостольский нунций является дуайеном дипломатического корпуса, так как Панама — католическая страна. Апостольская нунциатура в Панаме была учреждена на постоянной основе в начале XX века. Её резиденция находится в Панаме.
В настоящее время Апостольским нунцием в Панаме является архиепископ Дагоберто Кампос Салас, назначенный Папой Франциском 14 мая 2022 года.

## История
Апостольская интернунциатура Центральной Америки была учреждена 16 октября 1922 году. Она включала в себя следующие государств Центральной Америки: Коста-Рику, Гондурас, Никарагуа, Сальвадор и, начиная с 1923 года, также и Панаму.
30 сентября 1933 года учреждена должность Апостольского нунция в Панаме.

## Апостольские нунции в Панаме

### Апостольские интернунции
- Джованни Кальеро — (26 октября 1908 — 6 декабря 1915) — возведён в кардиналы-священники с титулом церкви Сан-Бернардо-алле-Терме;
- Анджело Ротта — (13 октября 1923 — 9 мая 1925 — назначен апостольским делегатом в Турции);
- Джузеппе Фьетта — (27 февраля 1926 — 23 сентября 1930 — назначен апостольским нунцием на Гаити и Доминиканской Республике);
- Карло Кьярло — (28 января 1932 — 30 сентября 1933).

### Апостольские нунции
- Карло Кьярло — (30 сентября 1933 — 3 декабря 1941);
- Луиджи Чентоц — (3 декабря 1941 — 26 апреля 1952);
- Поль Бернье — (7 августа 1952 — 9 сентября 1957 — назначен епископом Гаспе);
- Луиджи Пунцоло — (12 декабря 1957 — 10 января 1962 — назначен апостольским про-нунцием в Сирии);
- Антонино Пинчи — (31 октября 1961 — 1971);
- Эдоардо Ровида — (31 июля 1971 — 13 августа 1977 — назначен апостольским про-нунцием в Заире);
- Бласку Франсишку Колласу — (23 сентября 1977 — 26 июля 1982 — назначен апостольским нунцием в Доминиканской Республике);
- Хосе Себастьян Лабоа Гальего — (18 декабря 1982 — 21 августа 1990 — назначен апостольским нунцием в Парагвае);
- Освальдо Падилья — (17 декабря 1990 — 20 августа 1994 — назначен апостольским нунцием в Шри-Ланке);
- Бруно Музаро — (3 декабря 1994 года — 25 сентября 1999 — назначен апостольским нунцием на Мадагаскаре, Маврикии и Сейшельских Островах и апостольским делегатом на Коморских островах);
- Джакомо Гвидо Оттонелло — (29 ноября 1999 — 26 февраля 2005 — назначен апостольским нунцием в Эквадоре);
- Джамбаттиста Дикваттро — (2 апреля 2005 — 21 ноября 2008 — назначен апостольским нунцием в Боливии);
- Андрес Карраскоса Косо — (12 января 2009 — 22 июня 2017 — назначен апостольским нунцием в Эквадоре);
- Мирослав Адамчик — (12 августа 2017 — 22 февраля 2020 — назначен апостольским нунцием в Аргентине);
- Лучано Руссо — (22 августа 2020 — 18 декабря 2021 — назначен апостольским нунцием в Уругвае);
- Дагоберто Кампос Салас — (14 мая 2022 — по настоящее время).